# Мегакл (син Мегакла)
Мегакл (*Μεγακλῆς, д/н —після 430 до н. е.) — давньогрецький політичний діяч Афінського поліса. У просопографічній і генеалогічній літературі зазвичай йменується як Мегакл (V).

## Життєпис
Походив з аристократичного роду Алкмеонідів. Син Мегакл, лідера аристократів, та Кесіри. Після смерті батька десь з 450-хроків до н. е. став одним з лідерів аристократів.
У 437 або 436 році до н. е. увійшов до посольство, спрямованого перському цареві. за іншою версією це сталося після 431 року до н. е. (початку Пелопоннеської війни) з метою укласти союз проти Спарти. Також ймовірно було декілька посольств, в яких брав участь Мегакл.
У 436 році до н. е. в гонці колісниць здобув перемогу на 86-х Олімпійських іграх. У 428/427 році до н.е. призначено секретарем священної ділянки. Подальша доля невідома.